# Tupinikin
Tupinikin (Tupiniquin, Tupiniquim, Tupinakin, Tupinaki), pleme Tupian Indijanaca u obalnom području brazilskih država Bahia i Espirito Santo. Oni s Potiguárama i Tupinambama pripadaju u skupinu pravih Tupija. Nekad su bili znatno rasprostranjeniji, pa su živjeli i na područjima današnjih država São Paulo i Rio de Janeiro. U današnje vrijeme preostalo ih je 820 (1995 AMTB), ali više ne govore svojim jezikom, nego se služe portugalskim.